# Sherry Ayittey
Sherry Ayittey (8 de febrero de 1948- 22 de julio de 2023) fue una bioquímica y política ghanésa.

## Biografía
Estudió bioquímica y microbiología en la Universidad Kwame Nkrumah de Ciencia y Tecnología. Ayittey fue miembro fundadora del partido Congreso Nacional Democrático. Desde 2014 a 2015 fue Ministra de Medio Ambiente, Ciencia y Tecnología de Ghana y Ministra de Salud y Ministra de Pesca. Miembro del Instituto Colegiado de Marketing (CIM) de Ghana.
Falleció el 22 de julio de 2023 a los 75 años.